# Lars Ove Aunli
Lars Ove Aunli (* 8. März 1993) ist ein ehemaliger norwegischer Skilangläufer.

## Werdegang
Aunli nahm von 2014 bis 2020 nahm sie am Scandinavian-Cup teil und gab dabei im Januar 2014 in Skellefteå sein Debüt, bei dem er im Sprint Platz 85 belegte. Seine erste Punkteplatzierung erreichte er zwei Tage darauf mit Rang 25 über 15 km Freistil in Piteå. Im Februar 2015 wurde Aunli gemeinsam mit Petter und Tomas Northug in Røros Norwegischer Meister mit der Staffel; im Januar 2016 gewann er mit Petter und Even Northug bei den Norwegischen Meisterschaften die Bronzemedaille. Seine beste Platzierung im Scandinavian-Cup erreichte er im Januar 2020 in Nes Skianlegg mit dem 20. Platz im Sprint.

## Persönliches
Aunli ist der Sohn von Ove und Berit Aunli, die ebenfalls Skilangläufer waren.